# Špálova vila
Špálova vila je stavba čp. 755, Na Dračkách 5, Praha 6 - Střešovice, kterou pro malíře Václava Špálu navrhl architekt Otakar Novotný. Vilu postavila firma stavitele Vladimíra Ždímala v roce 1932.

## Popis
Projekt vily objednal malíř a graﬁk Václav Špála u svého kolegy ze Spolku výtvarných umělců Mánes, architekta Otakara Novotného. Ten pojal stavbu jako jasně formovanou sestavu kubických jednotek, s režnými stěnami, rytmizovanými okenními otvory osazenými téměř v líci zdiva a nadpražími ze svisle kladených cihel.
Vila je třípodlažní s plochou střechou, i když původní návrh měl ještě střechu sedlovou. Polozapuštěný suterén je ze dvou třetin technický, na západní straně je malý byt s vlastním vstupem. Ve zvýšeném přízemí se dispozice soustředila okolo vstupní schodišťové haly, zabírající třetinu půdorysu, odkud je přístup do stejně prostorného ateliéru při východní fasádě, lodžie na jihu a obývacího pokoje s kuchyní a příslušenstvím při západní fasádě. V patře na schodišťovou halu navazuje menší předsíň se vstupem do jednotlivých ložnic při jižní a západní fasádě a do koupelny na severu. Původně byla na střeše ateliéru v patře prostorná terasa. Na jejím místě byla v roce 1947 realizována přístavba v původním duchu, takže v současné době není prakticky poznatelná.
Stejný architekt navrhl také řešení okrasné zahrady a oplocení z režných cihelných sloupků a podezdívky s výplní z pletiva v ocelovém rámu.
V roce 1965 byla na severní uliční fasádu vedle vstupu umístěna pískovcová pamětní deska s nápisem „Zde žil a tvořil český malíř, národní umělec Václav Špála“ a bronzová hlava umělce od sochaře Karla Dvořáka z roku 1926.
Interiér domu, navržený pro jednu rodinu, byl v poválečných letech rozdělen na dva byty. Původní koncept, kdy dům byl transparentní z ulice až do zahrady tak, že byl vytvořen průhled od uličních vstupních prosklených dveří přes prostor hlavního dvouramenného schodiště, obývací místnost a francouzskými dveřmi do zahrady, byl z ekonomických důvodů upraven (vestavba příčky ve schodišťovém prostoru). Dochován je ale původní Špálův ateliér, dvouúrovňový prostor velkoryse prosvětlený velkoplošným oknem.

## Galerie

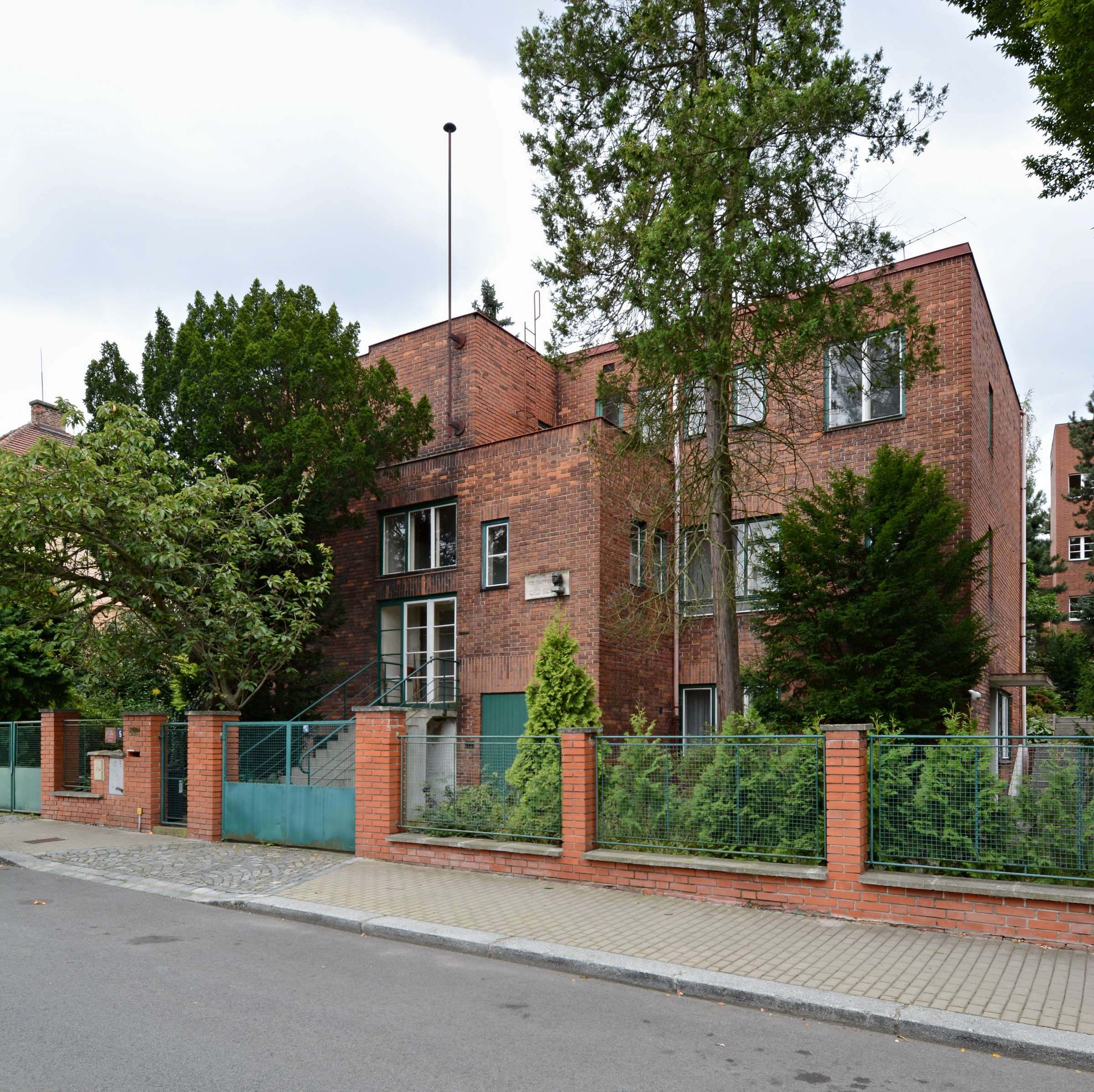
Špálova vila - stav v roce 2014.
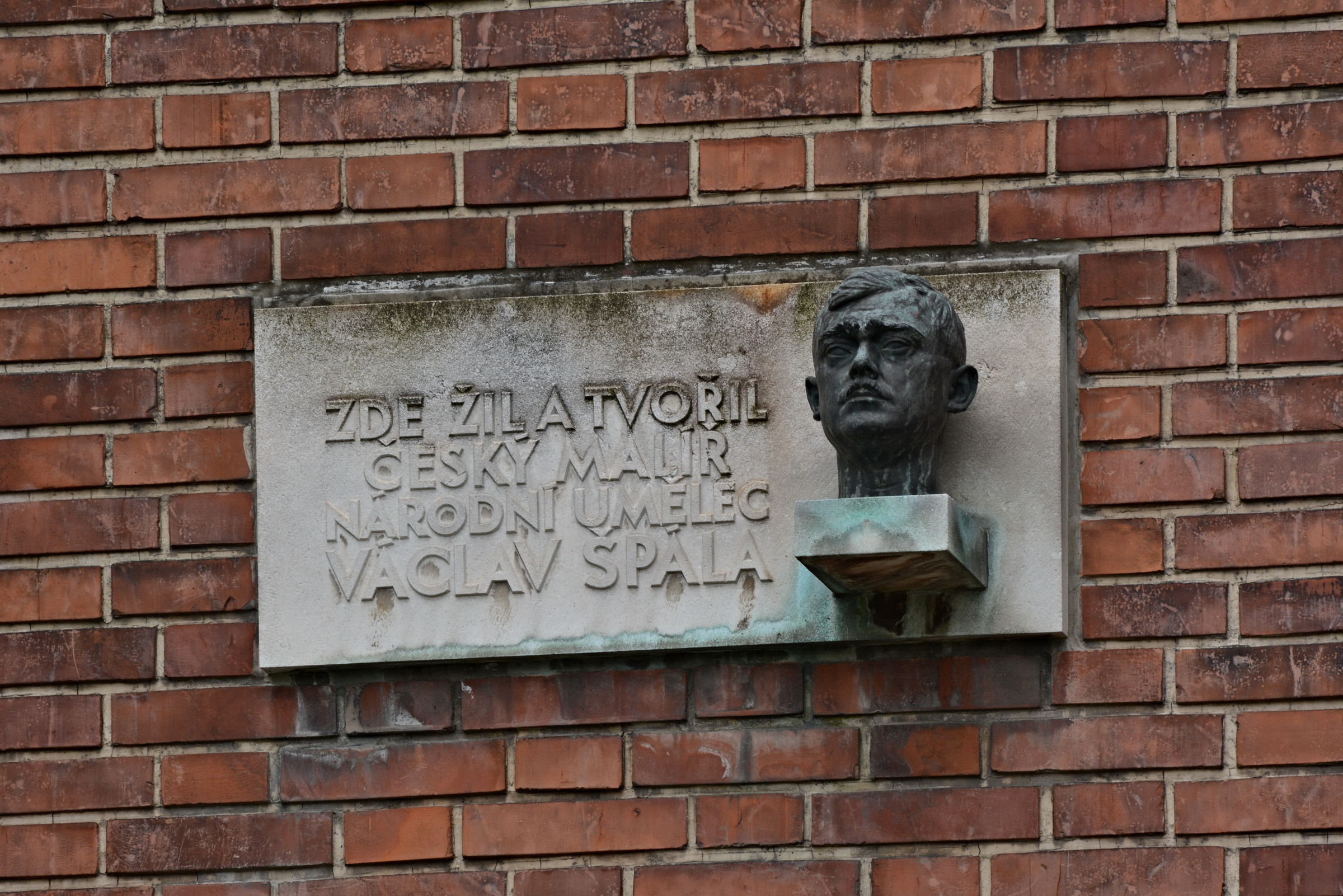
Busta Václava Špály od Karla Dvořáka z roku 1926, instalováno v roce 1965.